# Трубшахен
Трубшахен (нім. Trubschachen) — громада  в Швейцарії в кантоні Берн, адміністративний округ Емменталь.

## Географія
Громада розташована на відстані близько 31 км на схід від Берна.
Трубшахен має площу 15,7 км², з яких на 4,9% дозволяється будівництво (житлове та будівництво доріг), 50,9% використовуються в сільськогосподарських цілях, 42,9% зайнято лісами, 1,3% не є продуктивними (річки, льодовики або гори).

## Демографія
2019 року в громаді мешкало 1463 особи (+4,2% порівняно з 2010 роком), іноземців було 7,3%. Густота населення становила 93 осіб/км².
За віковим діапазоном населення розподілялося таким чином: 19,7% — особи молодші 20 років, 56,2% — особи у віці 20—64 років, 24,1% — особи у віці 65 років та старші. Було 594 помешкань (у середньому 2,4 особи в помешканні).
Із загальної кількості 1034 працюючих 136 було зайнятих в первинному секторі, 646 — в обробній промисловості, 252 — в галузі послуг.